# Desulfurococcaceae
Famille
Genres de rang inférieur
- Aeropyrum
- Desulfurococcus
- Ignicoccus
- Ignisphaera
- Staphylothermus
- Stetteria
- Sulfophobococcus
- Thermodiscus
- Thermogladius
- Thermosphaera
- Zestosphaera

Les Desulfurococcaceae sont une famille d'archées de l'ordre des Desulfurococcales. Il s'agit de microorganismes anaérobies en forme de disque, dont la température optimale de croissance est inférieure à 100 °C, ce qui les distingue de l'autre famille de cet ordre, les Pyrodictiaceae.